# Ballad opera
Opéra-ballade
Le ballad opera est un genre de spectacles caractéristiques de la scène anglaise du XVIIIe siècle, écrits en réaction à la prééminence de l'opéra italien sur les scènes d'alors. Il s'agissait de pièces musicales satiriques, qui suivaient certaines des conventions de l'opéra, mais sans récitatifs. Les textes de ces pièces étaient mis en musique sur des hymnes religieux, des mélodies populaires d'alors, des airs d'opéras connus, et surtout, sur des romances, des ballads populaires, qui ont donné leur nom au genre. Le fondateur du genre, et le plus fameux des ballad operas, est The Beggar's Opera, de John Gay et Johann Christoph Pepusch.
Le ballad opera est l'ancêtre des opérettes et des comédies musicales anglaises. Il a pris plusieurs formes tout au long de son histoire, qui, initiée au XVIIIe siècle, s'est poursuivie durant le XIXe siècle. Au XXe siècle, L'Opéra de quat'sous de Kurt Weil et Bertolt Brecht est l'héritier direct de The Beggar's Opera, dont il reprend l'histoire et les personnages.

## Les premiersballad operas

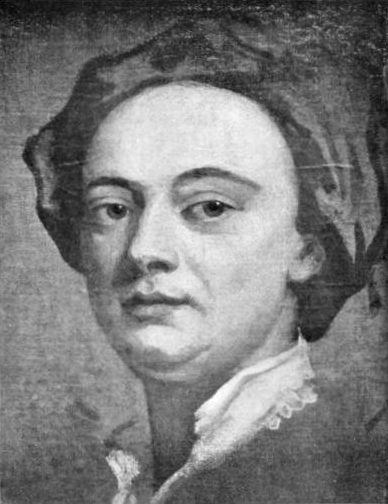
John Gay, l'auteur des textes de The Beggar's Opera.

On a dit du ballad opera que c'était « une protestation du XVIIIe siècle contre la conquête des scènes londoniennes par l'opéra italien ». Le ballad opera consiste en dialogues en anglais, plein de saveur et souvent satiriques, mêlés à des chansons, volontairement maintenues très courtes (elles se limitent la plupart du temps à une seule strophe et à un refrain), de façon à minimiser la rupture dans la continuité de l'intrigue ; celle-ci regroupe des personnages de basse extraction, souvent des criminels, et se fonde typiquement sur une mise entre parenthèses, voire un renversement des valeurs de l'opéra italien d'alors.
On admet généralement que le premier ballad opera, et d'ailleurs celui qui eut le plus de succès, est The Beggar's Opera de 1728. Le livret en est de John Gay et l'arrangement musical de Johann Christoph Pepusch, qui tous deux avaient sans doute l'expérience du vaudeville parisien, qu'ils ont pu souhaiter transposer en anglais. Ils ont sans doute été également influencés par les œuvres comiques de Thomas d'Urfey, qui s'était construit une réputation sur l'utilisation parodique de chansons existantes en les habillant d'un nouveau texte. Wit and Mirth, or Pills to Purge Melancholy (en), une anthologie populaire de ces adaptations, a d'ailleurs été publiée en 1700 et fréquemment rééditée. Plusieurs airs tirés de cette anthologie ont été réutilisés dans The Beggar's Opera.

## Aux origines duSingspiel
En 1739, l'ambassadeur de Prusse en Grande-Bretagne commande un arrangement en allemand d'un ballad opera populaire, The Devil to Pay (« Le Prix à payer »), de Charles Coffey. L'œuvre fut ainsi jouée avec succès à Hambourg, Leipzig, ainsi qu'en d'autres lieux d'Allemagne dans les années 1740.
Une nouvelle version est produite par C. F. Weisse et Johann Adam Hiller en 1766. Le succès de cette version est le premier de beaucoup d'autres obtenus par ses deux auteurs, appelés, selon le Grove Dictionary of Music and Musicians  les pères du Singspiel allemand.
L'intrigue de The Devil to Pay a d'autre part été repris par Gluck pour son opéra en français de 1759, Le Diable à quatre.

## Leballad operapastoral
Une évolution ultérieure, également qualifiée de ballad opera, revêt une forme plus « pastorale ». De par leur sujet, ces ballad operas sont antithétiques du genre initial, plus satirique. Au lieu du pêle-mêle musical que l'on trouve par exemple dans The Beggar's Opera, les partitions de ces œuvres leur sont spécifiques, même s'il n'est pas rare qu'elles « citent » des mélodies populaires ou les imitent. Love in a Village (L'Amour dans un village), œuvre de Isaac Bickerstaffe, et Rosina, de William Shield, en sont des exemples typiques. Beaucoup de ces œuvres sont jouées en conclusion d'un spectacle d'opéra italien.
Plus tard dans le siècle, des comédies plus salées, telles que The Duenna de Richard Brinsley Sheridan, et les œuvres innombrables de Charles Dibdin, viennent rétablir l'équilibre dans le sens d'un retour au genre originel, même s'il reste peu de chose de l'élan initial des ballad operas satiriques.

## XIXesiècle

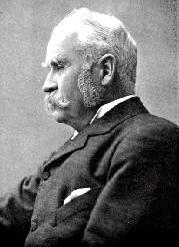
William S. Gilbert, un authentique émule des textes de The Beggar's Opera.

L'opéra anglais du XIXe siècle penche lourdement vers le genre « pastoral » du ballad opera ; des soupçons du genre satirique se retrouvent cependant dans l'œuvre de spécialistes « sérieux » tels que John Barnett. On retrouve (bien que sous une forme beaucoup plus sophistiquée) une grande part de l'esprit satirique des débuts dans les textes écrits par Gilbert  pour les Savoy opera (en) de Gilbert et Sullivan ; on retrouve d'autre part une imitation du genre « pastoral » dans l'une des premières œuvres de Gilbert et Sullivan, The Sorcerer (en).

## XXesiècle

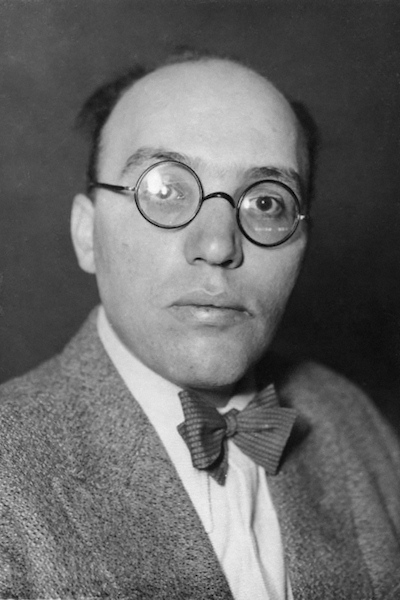
Kurt Weil, dont la musique « dégénérée » (selon les nazis) est l'héritière de The Beggar's Opera de 1728.

L'Opéra de quat'sous de 1928, de Kurt Weil et Bertolt Brecht est une réécriture de The Beggar's Opera, mettant en scène une histoire analogue, avec les mêmes personnages, et reprenant une grande part du mordant satirique de l'œuvre de John Gay. Mais d'autre part, on n'y trouve qu'un seul air tiré du ballad opera originel — car tous les autres ont été spécialement composés par Kurt Weil — en « oubliant » ainsi un des aspects les plus caractéristiques de son modèle.
Dans une veine radicalement différente, Hugh the Drover (en), opéra en deux actes de Ralph Vaughan Williams joué pour la première fois en 1924, est parfois cité également comme étant un ballad opera. Mais il est clairement beaucoup plus proche du Rosina de William Shield que de The Beggar's Opera.